# Dudleveria spiralis
Dudleveria spiralis là một loài thực vật có hoa trong họ Crassulaceae. Loài này được (Del. ex Morr.) Rowley miêu tả khoa học đầu tiên năm 1958.